# Церковь Святого Николая (Нарикала)
Церковь Святого Николая (груз. ნარიყალას წმინდა ნიკოლოზის ეკლესია) — храм Грузинской православной церкви в Тбилиси, находится в крепости Нарикала.

## История
Современное здание церкви представляет собой новодел 1996 года (архитектор Тариэль Кипароидзе), возведённый на раскрытых в 1966 году в ходе археологических раскопок фундамента прежнего культового сооружения. 
Храм Святого Николая в крепости известен с XII века.
Упоминается царевичем Вахушти (1730).
После присоединения Грузии к России крепость Нарикала потеряла своё военное значение, на её территории в 1818 году по распоряжению генерала Ермолова был устроен пороховой склад. Мощный взрыв склада в 1827 году разрушил церковь Николая почти до основания.
Новый храм Святого Николая был торжественно освящён в 1997 году католикосом-патриархом всея Грузии Илией II.
В октябре 2017 года во дворе церкви с воинскими почестями был похоронен погибший в Абхазии в сентябре 1993 года высокопоставленный грузинский военнослужащий Мамия Аласания, тело которого было обнаружено в Абхазии и доставлено в Тбилиси.